# بل کوگان
بل کوگان (به انگلیسی: Belle Kogan)؛ (زادهٔ ۲۶ ژوئن ۱۹۰۲ میلادی – درگذشتهٔ ۱ ژانویه ۲۰۰۰ میلادی) یک طراح صنعتی متولد روسیه بود و به عنوان اولین زن برجسته در این حرفه در ایالات متحدهٔ آمریکا (مادرخواندهٔ طراحی صنعتی) و همچنین یکی از بنیانگذاران خود این حرفه در نظر گرفته می‌شود. در سال ۱۹۹۴ میلادی، او به عنوان یکی از اعضای انجمن طراحان صنعتی آمریکا (IDSA) و مؤسسهٔ طراحان صنعتی (IDI) شناخته شد.

## سنین جوانی و تحصیل

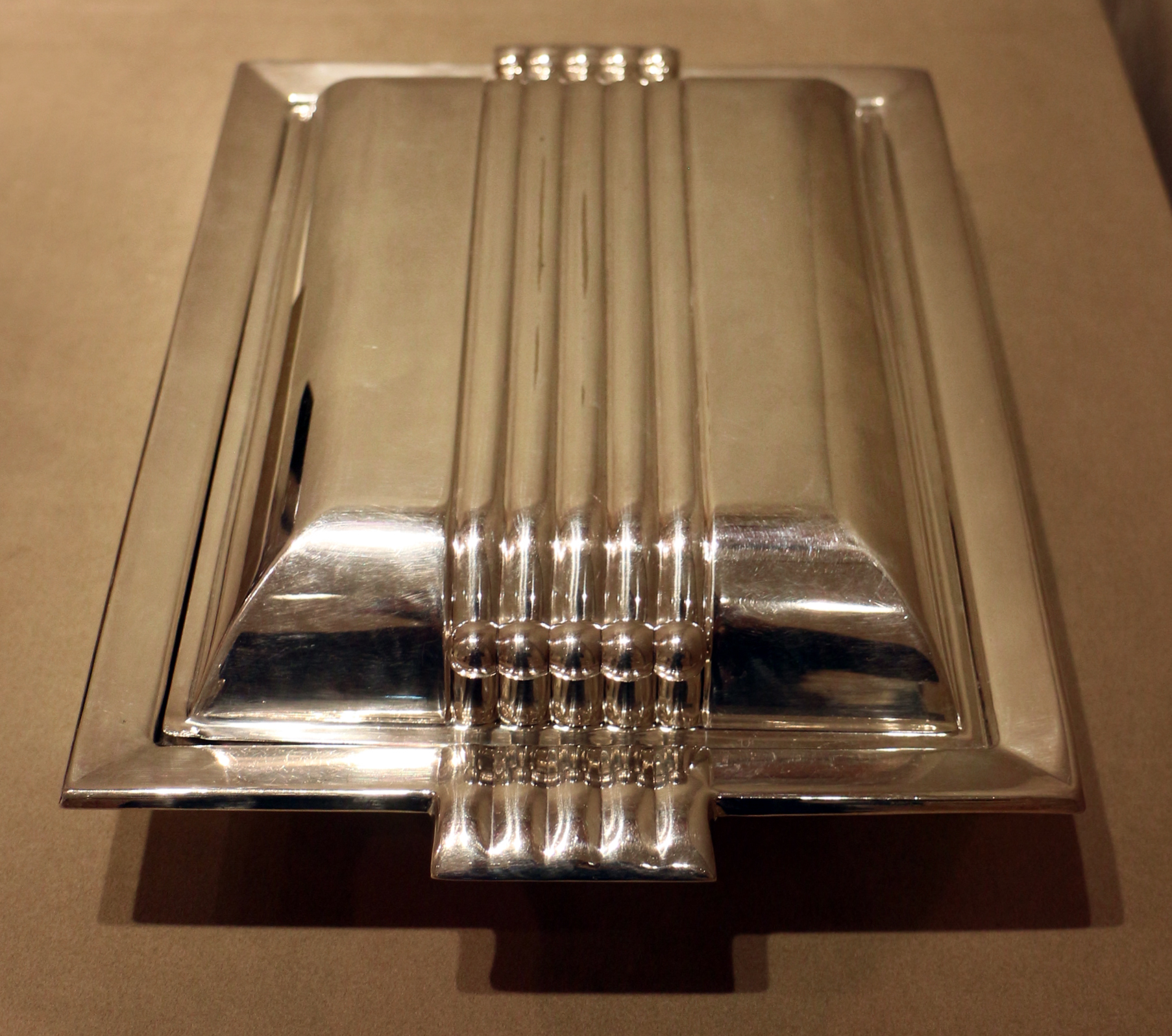
بل کوگان برای رید و بارتون، سینی دوتایی، با ورق نقره، ۱۹۳۶ میلادی

کوگان در ۲۶ ژوئن ۱۹۰۲ میلادی در ایلیاشوکا، روسیه به دنیا آمد و در سال ۱۹۰۶ میلادی به آلن‌تاون، پنسیلوانیا مهاجرت کرد. از کودکی به هنر علاقه نشان داد. کوگان در مورد سال آخر دبیرستانش می‌گوید: «... یک الهام غیرقابل توضیح از سوی معلم هنر دبیرستان من، او را وادار کرد که در رشتهٔ طراحی مکانیک مطالعه کنم.» کوگان تنها دختر کلاس بود. او از دبیرستان بیت‌لحم با بورسیهٔ هنر از آکادمی هنرهای زیبا پنسیلوانیا فارغ‌التحصیل شد. با این حال، پس از فارغ‌التحصیلی، او تصمیم گرفت به جای آن به مؤسسهٔ پرت در بروکلین برود، در حالی که برای تأمین هزینه خود در کلاس طراحی مکانیکی تدریس می‌کرد. در سال ۱۹۲۰ میلادی، در حالی که ترم اول تحصیل در پرت را می‌گذراند، مجبور شد برای مدیریت فروشگاه جواهرات پدرش، آنجا را ترک کند. در این مدت، او همچنین در لیگ دانشجویان هنر در منهتن شرکت کرد. در سال ۱۹۲۹ میلادی، او توسط شرکت کوئیکر سیلور استخدام شد، که او را به عنوان یک طراح نقره در مدرسهٔ طراحی رود آیلند و مدرسهٔ هنر آلمان در فورتسهایم آموزش داد. در تابستان سال ۱۹۲۹ میلادی، کویکر برای کوگان هزینه کرد تا دوره‌ای را در دانشگاه نیویورک بگذراند که به گفته کوگان:
چشمانم را به این واقعیت باز کرد که طراحی فقط اتفاق نیفتاده است. باید توسعه می‌یافت. احساس می‌کردم که فوق‌العاده است، مانند یک پازل، همه بخش‌ها در آن قرار دارند: آموزش کسب‌وکار، نقاشی، مطالعهٔ رنگ، و علاقه‌ام به مکانیک، ماشین‌آلات و مشکلات تولید.

## حرفه
در ژوئیه ۱۹۳۲ میلادی، او استودیوی طراحی خود را — همکاران بل کوگان (بی‌کی‌ای) — در شمارهٔ ۱۸۵، خیابان مدیسون در شهر نیویورک با حمایت کوئیکر افتتاح کرد و شروع به طراحی محصولات خانگی برای باوش و لومب، باکالیت کورپ، شرکت داو کمیکال، شیشه فدرال، هاویلند و شرکت، لیبی گلس، مریلند پلاستیک، رد وینگ پاتری (سفال‌گری بال قرمز)، رید و بارتون، شرکت تولیدی تول، و شیشه ایالات متحده کرد. پنج سال بعد، او به سراسر اروپا سفر کرد تا روندهای طراحی اسکاندیناوی را مطالعه کند و تا سال ۱۹۳۹ میلادی خود را در خط مقدم طراحی مدرن در ایالات متحدهٔ آمریکا یافت.
او یکی از اولین طراحان صنعتی بود که تجربیاتی با پلاستیک‌ها کرد. آزمایش‌های اولیهٔ او شامل مجموعه‌های سرویس بهداشتی و ساعت‌های سلولوئیدی، توستری با روکش کروم بر پایهٔ پلاستیکی و جواهرات باکالیتی بود. در حالی که بیشتر طراحان فقط روی پلیمرها آزمایش می‌کردند، او بیان کرد: «در پلاستیک‌ها، تولیدکنندگان ماده‌ای با امکانات فوق‌العاده دارند. هنوز در روند رشد و توسعهٔ فعال است، اما به سرعت در حال پیشرفت است. این ماده‌ای است که هیچ سازنده‌ای، اگر او هوشیار و مراقب رقابت خود باشد، نمی‌تواند از آن چشم پوشی کند. رادیوها، ساعت‌ها، ظروف، جواهرات – که امروزه همه در پلاستیک ساخته می‌شوند – اهمیت بسیار زیادی دارند.» کوگان معتقد بود که: «طراحی خوب باید مصرف‌کننده را راضی نگاه دارد و سازنده را در سیاهی نگاه دارد.» کوگان در مصاحبه‌ای گفت: «امروزه احتمالاً هیچ گروهی وجود ندارد که به هوس‌ها و خواسته‌های خریداران مشتاقانه‌تر از طراحان صنعتی پاسخگو باشد؛ از این رو دیدگاه طراح از نظر ساخت و تولید و همچنین از نظر تجاری و فروش بسیار ارزشمند است. این یک مفهوم گسترده از تمایل مصرف‌کنندگان است.»
کوگان پس از فارغ‌التحصیلی از مؤسسهٔ پرت که در آنجا نقاشی خواند، به همراه پدرش وارد تجارت جواهرات شد. در سال ۱۹۲۹ میلادی او به طراحی روی آورد و اولین کار خود را برای شرکت کارولیت آغاز کرد. او در اواخر سال ۱۹۲۹ تا اوایل سال ۱۹۳۰ میلادی، قبل از عزیمت به آموزشگاه هنر و صنایع دستی آلمان، جایی که در کلاس‌های هنری شرکت کرد، در شرکت کوئیکر سیلور استخدام شد. کوگان همچنین طرح‌هایی را برای ایبلینگ و ریس، شرکت شیشه فدرال، رد وینگ پاتری و رید و بارتون ارائه کرد. او ظروف غذاخوری ملامینه را برای شرکت مدل‌سازی بونتون که در آن چندین سال کار می‌کرد، طراحی کرد. او تا سال ۱۹۳۹ میلادی یک کارمند تمام وقت با سه نفر از طراحان زن استخدام کرد. کوگان در سال ۱۹۴۶ میلادی مورد توجه نمایش یک زن در اتحاد هنر فیلادلفیا بود. در این زمان، او به عنوان «تنها زن طراح ظروف نقره‌ای آزاد» مطرح می‌شد. بل کوگان تا سال ۱۹۷۰ میلادی به تولید طرح‌ها در آمریکا ادامه داد.

### آثار برگزیده
مشتریان قابل توجه: باکالیت کورپ، شرکت اپتیکال باوش اند لومب، شرکت سفال‌گری قلم‌موی قالب‌گیری بونتون، شرکت سلولوئید سفال‌گری کامرون — ۱۹۳۵: آینه‌دستی دی۹۶۲۶۰؛ دی۹۶۲۶۱ آینه‌دستی سراتون تولیدی شرکت ساعت چزلر، آثار مومی کلمبیا، لامپ و شیشه ترکیب برگردان تجاری کونتسا کوردی، شرکت چینی و لامپ، محصولات دندی، دیوید فینگرهات، داو کمیکال، ایبلینگ و رئوس — ۱۹۳۶: [مدرن] پارچ دی۱۰۱۹۶۱، شکردان دی۱۰۱۹۵۹، دی۱۰۱۹۵۸؛ برای شکل فنجان و قوری طرح متروپلیس (کلان‌شهر) دی۱۰۱۹۶۰ — ۱۹۳۵: [سنتی و بسیار تزیین شده] فنجان دی۹۴۹۱۵، شکر دی۹۴۹۱۳، دی۹۴۹۱۰؛ بشقاب، نعلبکی دی۹۴۹۱۴، قوری دی۹۴۹۱۲، بشقاب دی۹۴۹۱۱، پارچ دی۹۴۹۰۹ فدرال گلس — ۱۹۴۲: دی۱۳۲۰۲۱ لیوان نوشیدنی — ۱۹۴۱: دی۱۳۰۷۴۳، کاسه مخلوط کن شیشه‌ای؛ آبجوخوری شیشه‌ای ۱۹۴۱ دی ۱۲۵۲۷۵؛ آبجوخوری شیشه‌ای دی۱۲۴۸۵۹؛ آناناس شیشه‌ای ۱۹۴۰ دی۱۲۳۰۵۶؛ شرکت سفال‌گری هنری فردریکزبورگ، ساعت جبل الطارق تولیدی شرکت گای هابز، چینی هاویلند، شرکت محصولات ظروف‌میزبانی هلر هوروود، شرکت جی.وی. رید، محصولات جکو، جوزف کروگ و شرکت، برادران لوی، شرکت لیبی گلس، شرکت لاف تایم کارد و چنگال مالوری راندال مریلند پلاستیک، میلبرن تولیدی شرکت شمع موریس هلر و پسران، موئنچ کروتلر، قلم‌موی ملی نلسون مک‌کوی، شرکت شیشه اوونز-ایلینویز — لیوان آبخوری دی۱۸۴۲۸۵؛ شرکت تولیدکنندگان پلاستیک، محصولات دقیق پلاستیک پورلون، شرکت چینی پرینستون، شرکت پراکتور الکتریکال، شرکت کوئیکر سیلور، رد وینگ پاتری — ۱۹۵۲: گلدان دی۱۶۸۳۰۵؛ گلدان دی۱۶۷۸۳۸؛ رید و بارتون آر.اف. برودگارد و شرکت، سفال‌گری رابرت برودگارد روزویل، ساموئل کرک و پسران، اسنایدر تولیدی شرکت گیلستین، شرکت تولیدی تول، و شیشه ایالات متحده، وارن تله‌کرون — ۱۹۳۵: گلدان دی۱۶۸۳۰۵؛ گلدان دی۱۶۷۸۳۸؛ رید و بارتون آر.اف. برودگارد و شرکت، سفال‌گری رابرت برودگارد روزویل، ساموئل کرک و پسران، اسنایدر تولیدی شرکت گیلستین، شرکت تولیدی تول، و شیشه ایالات متحده، شرکت ونچری، وارن تله‌کرون — ۱۹۳۵: کیس تایمر دی۹۷۹۳۹؛ قاب ساعت اردکی ۱۹۳۴ دی۹۳۶۶۳؛ قاب ساعت ۱۹۳۴ دی۹۳۲۲۸؛ ساعت ۱۹۳۴ دی۹۳۶۶۲ پلیکان یا خرگوش تولیدی شرکت واشینگتن.

## یک زن در جهان مردانه
زنان قبل از دههٔ ۱۸۶۰ میلادی در کارگاه یا کارخانه جای کمی داشتند یا اصلاً جایی نداشتند. «ورود آن‌ها به آموزش طراحی و عملی با ظهور آن‌ها به عنوان حامیان، مشتریان و خریداران در آغاز قرن همزمان بود.» آرجون آپدورای، انسان‌شناس اجتماعی-فرهنگی در این باره می‌گوید: «... زنان مجبورند از یک سو به شیوه‌های جدید وارد نیروی کار شوند و از سوی دیگر به حفظ میراث خانوادگی ادامه دهند.» کوگان حرفه‌ای را انتخاب کرد و می‌گوید:
من به پدرم گفتم: «خب، من شغلی خواهم داشت، خداحافظ … من هرگز ازدواج نمی‌کنم و هرگز بچه دار نمی‌شوم. من در تمام زندگی ام یک خانواده داشتم که به آن کمک کردم. من در تجارت به شما کمک کردم. من یک زندگی برای خودم می‌خواهم.»
با پایان جنگ جهانی اول، زنان شروع به ورود به دنیای طراحی کرده بودند. اگرچه ورود آن‌ها همیشه مورد استقبال قرار نمی‌گرفت. کوگان در مصاحبه‌ای در سال ۱۹۳۹ میلادی گفت: «تولیدکنندگان زمانی که زنی برای پیشنهاد ایده‌های جدید می‌آمد کاملاً متخاصم بودند — آن‌ها فکر نمی‌کردند یک زن به اندازهٔ کافی از جنبه‌های مکانیکی وضعیت اطلاع داشته باشد.» در یک مورد،
[یک] شرکت بزرگ که لوازم برقی بزرگ تولید می‌کرد… در پاسخ به نامه‌ام نوشت که من باید برای دیدار آن‌ها به اوهایو سفر کنم. آن‌ها این واقعیت را نادیده گرفتند که نام من «بل» است و نامهٔ خود را با عنوان آقای بل کوگان ارسال کردند. وقتی رسیدم، شوک باورنکردنی بود: مهندسان تصمیم گرفتند که نمی‌توانند با یک زن کار کنند؛ بنابراین من دستمزد ۲۰۰ دلاری به اضافهٔ مخارج خود را جمع کردم و رفتم.
طراحان زن رویکردی عملی در طراحی لوازم منزل داشتند. کوگان در این زمینه بسیار پیشتاز بود. او متذکر می‌شود که:
چیزی که بیش از همه باید توسط تولیدکننده درک شود — به ویژه در این مرحله از توسعهٔ تجاری ما — این است که فروش هر محصول تا حد زیادی با واکنش مصرف‌کننده زن تعیین می‌شود … سی میلیون زن — همه مشتریان بالقوه — را تشکیل می‌دهند. عملاً کل ساختار سازندهٔ ملت — نیرویی را تشکیل می‌دهد که نمی‌توان یا نباید نادیده گرفته شود. سلیقهٔ زن آمریکایی، واکنش او به رنگ و فرم، برای سازنده اهمیت حیاتی دارد.

کوگان در ادامه می‌گوید:
زنان امروزی که متعلق به طبقات متوسط هستند (و این‌ها زنانی هستند که بیشترین گروه مصرف‌کنندگان را تشکیل می‌دهند) چیزهای جذاب می‌خواهند، چیزهای هوشمندانه و چیزهای جدید. آن‌ها همچنان علاقه‌مند به همگام شدن با «همتایان اجتماعی» خود هستند. با این حال، مواردی که به راحتی مقبول باشند، نمی‌توانند در طراحی خیلی افراطی باشند. چنین اقلامی در خانهٔ معمولی نمی‌گنجند، و همچنان که هست، با اشیایی که رنگ و فرم خیلی مدرن یا شدید ندارند، تزئین می‌شوند.

## تأثیر
طراحی صنعتی به عنوان یک حرفهٔ متمایز در اواخر دههٔ ۱۹۲۰ میلادی در ایالات متحدهٔ آمریکا ظاهر شد. رقابت بین شرکت‌های ایجاد شده توسط رکود باعث شد تا شرکت‌ها روی فرم بصری برای افزایش فروش تمرکز کنند. این امر تأکید فزاینده‌ای بر طراح صنعتی داخلی به عنوان یکی از اجزای اصلی تولید صنعتی داشت. مردانی مانند ریموند لووی، والتر دوروین تیگ و نورمن بل گدس شروع به مدیریت شرکت‌های خود کردند. بل کوگان تنها زن آن زمان بود که همین کار را کرد. او در طول زندگی حرفه‌ای خود طیف گسترده‌ای از مشتریان برجسته از جمله: رید و بارتون، رد وینگ پاتری، باوش و لومب، مدل‌سازی بونتون، لیبی گلس و شرکت داو کمیکال داشت. او در تلویزیون و رادیو صحبت می‌کرد، سخنرانی‌ها و مصاحبه‌ها انجام می‌داد، آثارش را می‌نوشت و مکرراً به نمایش می‌گذاشت. در اواخر دههٔ ۱۹۳۰ میلادی، او یکی از اعضای مؤسس شعبهٔ نیویورک مؤسسهٔ طراحان آمریکایی (ADI) بود که بعداً به مؤسسهٔ طراحان صنعتی (IDI) و سپس به انجمن طراحان صنعتی آمریکا (IDSA) تبدیل شد. او در سال ۱۹۹۴ میلادی جایزهٔ تشخیص شخصی را از انجمن طراحان صنعتی آمریکا دریافت کرد.